# Popovo Polje
Popovo Polje – wieś w Bośni i Hercegowinie, w dystrykcie Brczko. W 2013 roku liczyła 155 mieszkańców, z czego większość stanowili Serbowie.